# Herbert Stoffmehl
Herbert Stoffmehl (* 8. August 1946) ist ein ehemaliger deutscher Fußballspieler und -trainer.

## Karriere
Der Offensivspieler war von 1965 bis 1970 für Schwarz-Weiß Essen in der Regionalliga West aktiv und absolvierte in den Jahren 1974 bis 1976 insgesamt 73 Spiele in der 2. Fußball-Bundesliga für den 1. FC Mülheim, dabei erzielte er zwei Tore.
Ab 1976 arbeitete er als Trainer, u. a. führte er den TuS Neviges von der Kreisliga A bis in die Landesliga. Von 2003 bis 2012 betreute er den RSV Mülheim, mit dem er von der Kreisliga B in die Kreisliga A aufstieg.